# 오키노키타 암

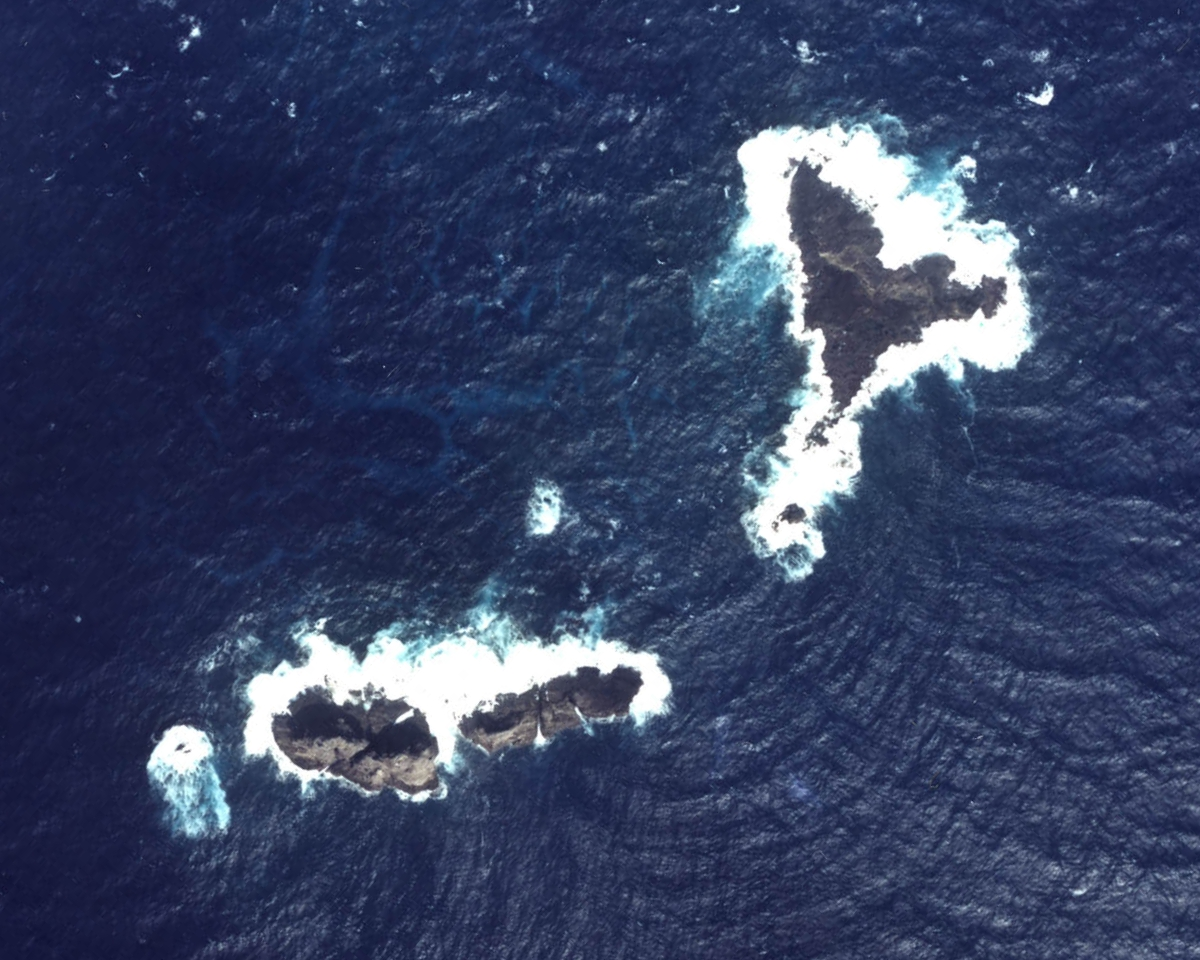
오키노키타 암(중국명 베이얀)

오키노키타 암(일본어: 沖の北岩 오니코키타이와[*]) 또는 베이얀(중국어: 北岩)은 일본 오키나와현 이시가키시 또는 중국 타이완성의 센카쿠 열도(중국명 댜오위다오)에 있는 무인도이다.